# Oruro
Oruro város Bolíviában, Oruro megye székhelye. Lakossága több mint 250 000 fő (2010). La Paztól és Sucrétól is nagyjából egyenlő távolságra fekszik a két város között, 3710 méteres tengerszint feletti magasságban. A várost 1606. november 1-jén alapította Don Manuel Castro de Padilla a közeli ezüstbányák miatt. A település a Real Villa de San Felipe de Austria nevet kapta az akkori spanyol uralkodóról, III. Fülöpről, később a helyi bennszülött törzsről az Uru-Ururól nevezték át Orurora. Az ezüstbányák kimerülése miatt Oruro elhagyatottá vált, de a 19. század végére ismét fontos bányászati központ lett az ón miatt. Egy ideig a térség volt az ón legfontosabb forrása az egész világon, azonban az ónbányák is fokozatosan kimerültek, így a város ismét visszaesett a fejlődésben. A turizmus azonban hamar jelentős bevételi forrássá lépett elő, ugyanis a minden évben megrendezésre kerülő oruroi karnevál, a Diablada Dél-Amerika egyik legnagyobb folklór rendezvényévé lépett elő. A város híres szülötte  Alejandro Mario Yllanes (1913–1960) ajmara származású festő.

## Földrajz és éghajlat

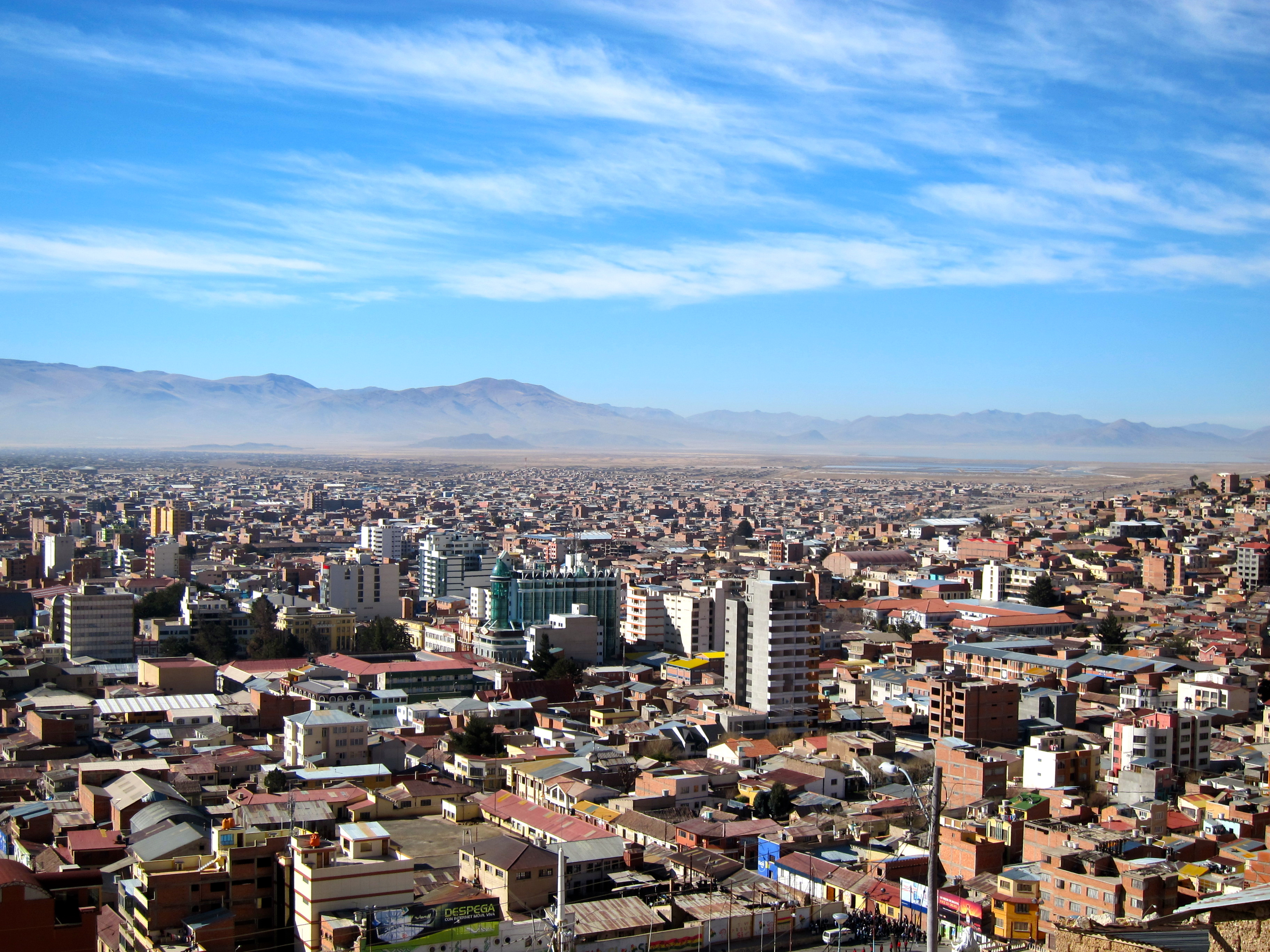
Oruro városképe

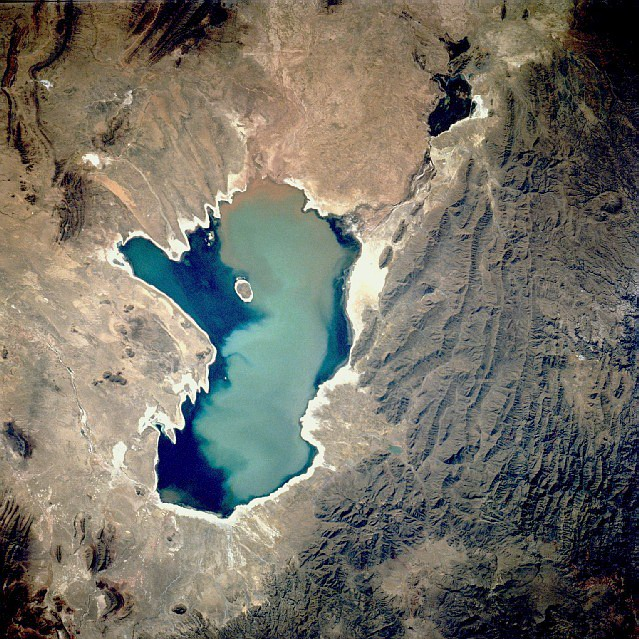
A Poopó-tó

A város az Uru-Uru és a Poopó elnevezésű sós tavaktól északra fekszik, nagyjából három órai autóútra La Paztól. 3710 méter tengerszint feletti magasságával a hideg hegyvidéki éghajlat jellemző rá. A legmelegebb augusztustól októberig van, még a nyári esőzések előtt. Májustól kora júliusig azonban nem ritkák a -20 °C-os fagyok sem. Annak ellenére, hogy a város igen száraz területen fekszik, novembertől márciusig meglehetősen sok csapadék hullik.
A Köppen Éghajlati Rendszere leírja az éghajlatot trópusi és szubtrópusi sztyeppeként, rövidítve BSk.

## Fordítás
- Ez a szócikk részben vagy egészben  az   Oruro, Bolivia című angol Wikipédia-szócikk fordításán alapul.  Az eredeti cikk szerkesztőit annak laptörténete sorolja fel. Ez a jelzés csupán a megfogalmazás eredetét és a szerzői jogokat jelzi, nem szolgál a cikkben szereplő információk forrásmegjelöléseként.